# Dirty Three
Dirty Three es el nombre de un trío instrumental formado en 1992 en Melbourne, Australia, compuesto por Warren Ellis (violín), Mick Turner (guitarra eléctrica) y Jim White (batería).

## Estilo
Dirty Three cuenta con un sonido distintivo, compuesto por una amplia variedad de géneros e influencias musicales (entre ellos post-rock, música clásica, jazz, blues, etc.), aun así, el sonido del trío es únicamente suyo.
Los primeros tres discos de la banda difieren bastante de sus últimas obras. Al principio su música era más abrasiva y experimental. En los últimos discos predomina la melodía, y son a su vez más lentos y parejos, pero la música aún mantiene su peculiaridad abrasiva de las primeras obras.

## Discografía

### Álbumes de estudio
- Dirty Three  (1993)
- Dirty Three (1994)
- Sad & Dangerous (1994)
- Horse Stories (1996)
- Ocean Songs (1998)
- Whatever You Love, You Are (2000)
- She Has No Strings Apollo (2003)
- Cinder (2005)
- Toward the Low Sun (2012)

### Compilaciones
- Lowlands (2000)

### Álbumes en directo
- Live! At Meredith (2005)

### EP
- Obvious is Obvious (split EP con Low) (1997)
- Sharks (1998)
- Ufkuko (1998)
- In the Fishtank (split EP con Low) (2001)

### Bandas Sonoras
- Praise (1999)
- Water (2004)

### Singles
- A Strange Holiday (7" split single con Scenic) (1998)
- Great Waves (2005)
- Doris / I'm So Lonesome I Could Cry (7" split single con Josh T. Pearson) (2006)